# Groepswonen

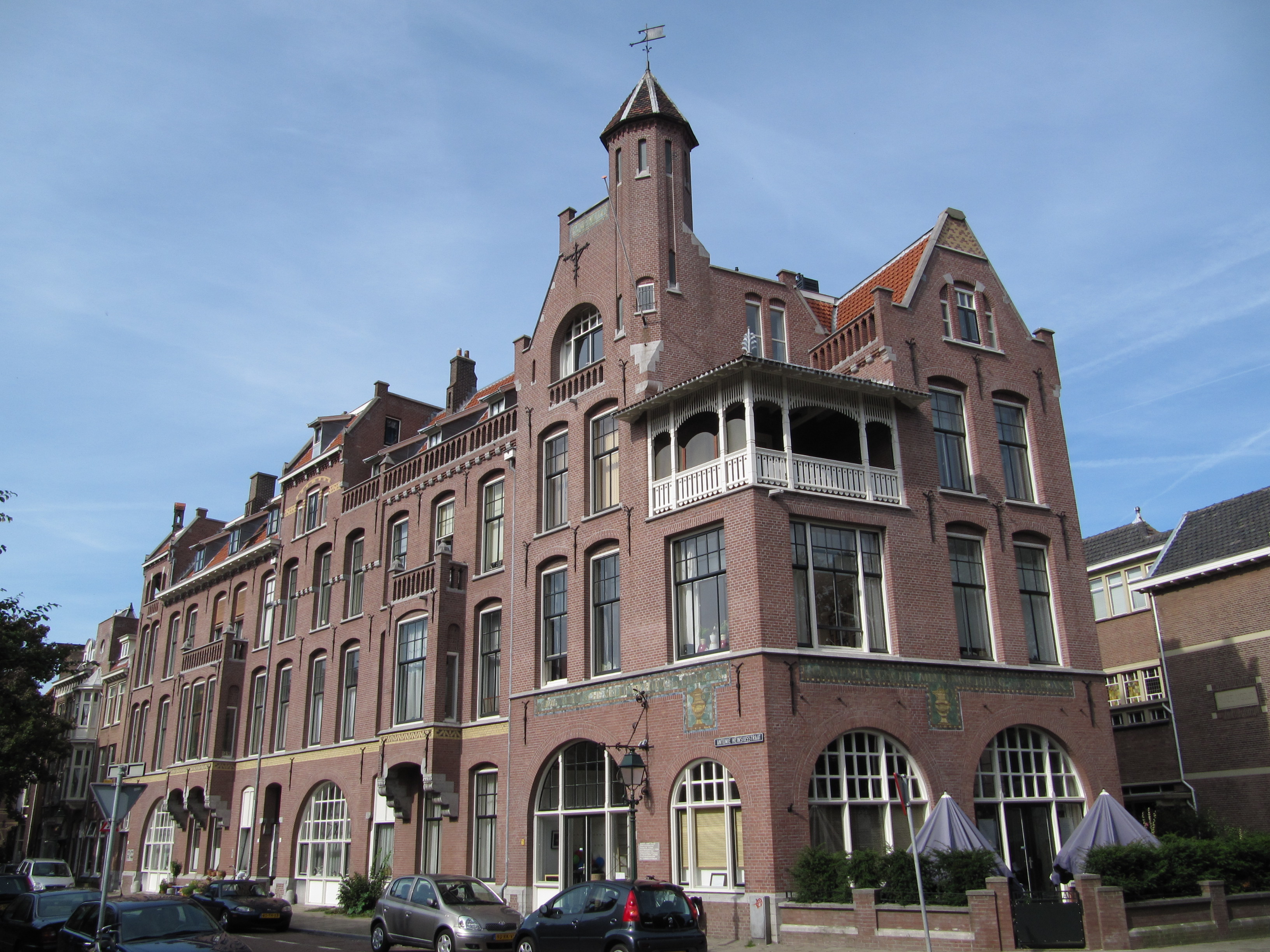
Stadhouderslaan: De Sierkan

Groepswonen is een woonconcept voor ouderen dat in Den Haag in 1984 is gestart door de gemeente. De projecten worden begeleid door Groepswonen door Ouderen (GDO).
Den Haag liep ook in het verleden voorop met nieuwe woonconcepten. In 1920 werd Huize Boszicht opgericht, het eerste woonhotel in Nederland, en in 1930 werd Nirwana gebouwd, de eerste woontoren van Nederland.

## Projecten
In 1987 werden de eerste twee projecten ten behoeve van groepswonen opgeleverd, een nieuwbouwproject in de Bloemenbuurt en de renovatie van het voormalige hoofdkantoor van De Sierkan, schuin tegenover het Gemeentemuseum. De oude meubelfabriek van Pander was in 1989 klaar en het Landbouwhuis in de Anna Paulownastraat werd in 1993 gerenoveerd. De laatste renovatie was de Oude School aan de Korendijkstraat in Scheveningen; alle andere projecten zijn nieuwbouwprojecten. Inmiddels was het aantal eind 2011 opgelopen tot 32 projecten.

## Doelgroep
Het betreft hier groepen voor 50-plussers, met of zonder partner. Soms zijn het gemengde groepen, maar er zijn ook groepen van mensen van Turkse, Marokkaanse, Chinese en Hindostaanse komaf. Het complex heeft altijd een gemeenschappelijke ruimte met keuken en een tuin, soms zijn er logeerkamers.
Er is een groot verschil tussen deze woonvorm en het wonen in een commune, waar bijna alles gemeenschappelijk eigendom is en waar alles gezamenlijk wordt gedaan. Bij groepswonen heeft iedereen een eigen woning met een eigen voordeur.